# Paul McGrath (friidrottare)
Paul McGrath, född 7 mars 2002, är en spansk friidrottare som tävlar i gång.

## Karriär
McGrath tog silver på 20 kilometer gång vid Europamästerskapen i friidrott 2024.